# Neue Synagoge (Thionville)

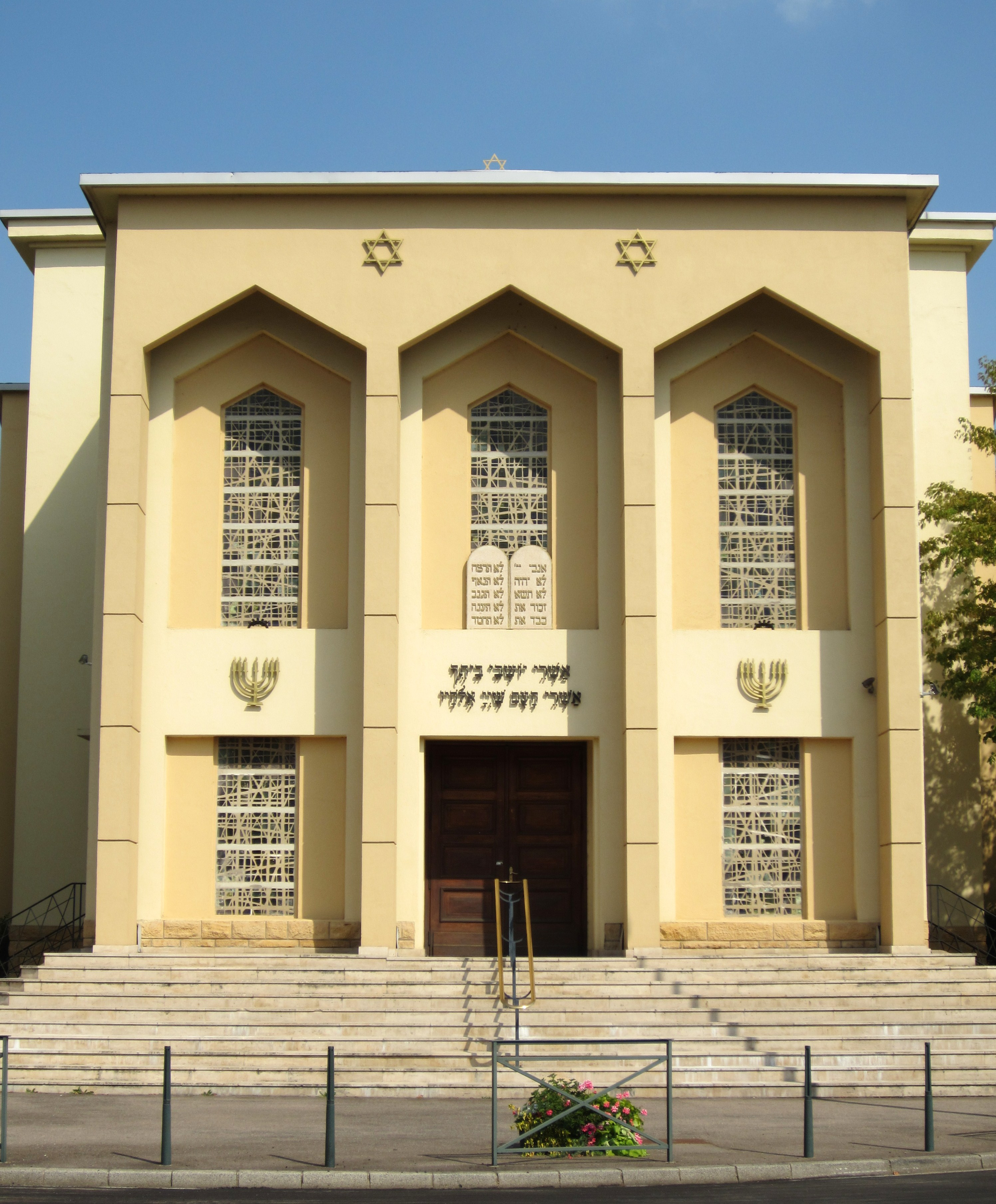
Neue Synagoge in Thionville

Die Neue Synagoge in Thionville, einer französischen Stadt im Département Moselle in der historischen Region Lothringen, wurde 1956 errichtet. Die Adresse der Synagoge ist 31 avenue Clemenceau; sie wurde in das „Inventaire général du patrimoine culturel“ aufgenommen.

## Geschichte
Jüdische Bewohner sind in Thionville bereits seit dem 14. Jahrhundert nachgewiesen. Die 1805 erbaute Synagoge wurde 1882 durch einen Neubau ersetzt, der nach Entwürfen des Karlsruher Architekten Ludwig Levy errichtet wurde. Diese Synagoge im neuromanischen Stil wurde 1940 von den deutschen Besatzern zerstört. 1956 wurde an gleicher Stelle ein Neubau errichtet, der versucht, einige Formen der alten Synagoge wiederaufzunehmen.